# Гура Кривацулуј (Прахова)
Гура Кривацулуј (рум. Gura Crivățului) насеље је у Румунији у округу Прахова у општини Манешти. Oпштина се налази на надморској висини од 170 m.

## Становништво
Према подацима из 2002. године у насељу је живело 168 становника, од којих су сви румунске националности.